# Colette Thomas (actrice)
Pour les articles homonymes, voir Colette Thomas.
Colette Thomas est une écrivaine et comédienne française, née Colette Renée Gibert le 28 décembre 1918 à Draguignan, morte le 10 octobre 2006 à Fréjus. Elle est l’autrice d’un unique livre, Le Testament de la fille morte, paru sous le pseudonyme de « René » en 1954.

## Biographie
En juillet 1938, alors étudiante en philosophie, elle fait la rencontre, chez Gabriel Marcel, de Jean Wahl, Maurice Merleau-Ponty et Jean-Paul Sartre, qui s’éprennent d’elle à tour de rôle.
Passionnée de théâtre, elle suit les cours de Louis Jouvet, qui la suit et l’encourage malgré son échec au concours du Conservatoire en novembre 1939. Elle n’aura qu’une brève carrière théâtrale.
En décembre 1940, elle rencontre le poète Henri Thomas, qui loge alors dans l’appartement parisien d’André Gide. En août 1941, elle est hospitalisée dans l’institution psychiatrique du Bon Sauveur, à Caen, où elle subit une « thérapie de choc » à base de cardiazol. En novembre, Henri Thomas écrit que Colette « va mieux, après avoir traversé une crise terrible ». Tous deux se marient en avril 1942, à Saint-Germain-en-Laye.
En 1945, Henri Thomas entre en correspondance avec Antonin Artaud, alors interné à Rodez. Le couple lui rend visite en mars 1946. Une relation intense s’engage entre Antonin Artaud et la jeune femme, qui est la principale destinataire des lettres contenues dans le dernier recueil du poète (posthume), Suppôts et suppliciations . À Paris, Colette et Henri Thomas mettent sur pied, avec Arthur Adamov et Marthe Robert, un comité de soutien destiné à financer le retour d’Antonin Artaud à Paris et son installation dans une clinique « ouverte » (celle du docteur Delmas, à Ivry).

Le 26 mai 1946, Antonin Artaud arrive à Paris. Le 7 juin 1946, une soirée lui rend hommage au Théâtre Sarah-Bernhardt. Cette soirée (à laquelle  Artaud n’assiste pas), est composée d’allocutions et de lectures par André Breton, Charles Dullin, Louis Jouvet, Roger Blin, Maria Casarès… Mais malgré tous ces grands noms, c’est Colette Thomas qui fait la plus forte impression, se rappelle le poète Jacques Prevel dans son journal :
« Et Colette Thomas, en transe, dit un texte inédit. Elle a travaillé avec Artaud. C’est Artaud qui parle. Éclair magnésium et obscurité. Cette voix tremble et vibre, fantastique. Applaudissements et bravos. Elle est rappelée plusieurs fois. »
À Paris, les rapports entre Antonin Artaud et Colette Thomas se font plus étroits, comme l’indique le journal de Jacques Prevel. La jeune femme lui fait lire les textes qu’elle écrit, dont la première partie du Testament de la fille morte, qu’il annote avec admiration. Elle l’invite, avec Marthe Robert et Paule Thévenin, à séjourner entre le 14 septembre et le 4 octobre 1946 à Sainte-Maxime, où se situe la maison de famille de Colette Thomas, quartier de la Nartelle.
En novembre et décembre 1946, Colette Thomas participe à la tournée en Autriche d'une jeune troupe de théâtre aux armées, « Les Arlinquins ». Elle y donne des lectures de poèmes (Prévert, Desnos, Michaux…), joue dans une pièce pour enfants d’André Voisin et Roland Dubillard, Les monstres (parue en 1997 sous le titre Il ne faut pas boire son prochain) et crée le rôle de la princesse Alarica dans Le mal court de Jacques Audiberti. Mais la pièce d’Audiberti est interdite par le commandement militaire au lendemain de sa première, le 17 décembre 1946, à Innsbruck – selon André Voisin, la raison en est l’apparition de la princesse Alarica « magnifiquement nue », comme l'exigeait le texte.

Pendant l’été 1947, la santé de Colette Thomas décline. Séparée de fait de son mari, elle loge chez différents amis pour écrire. Artaud s’inquiète auprès de sa mère, dans une lettre datée du 21 septembre 1947 : 
« Colette Thomas est la plus grande actrice que le théâtre qui s’en fout ait vue, c’est le plus grand être de théâtre que la terre qui ne s’en fout pas mais en a peur ait eue, à voir sur ses propres vagues trembler de fureur, de fièvre, d’animosité. Je suis moi-même très malade, aux ¾ paralysé, mais je mettrai tous les moyens que je dispose à faire que la grande Colette Gibert-Thomas puisse manger, puisse faire ses 3 repas par jour. »
Le 5 décembre 1947, elle est victime d’un viol, et se réfugie chez son amie Francine Del Pierre, où elle donne l’argent que lui aurait remis son violeur. Puis elle se rend chez d’autres amis, Côme de Scorraille et François Michel, où elle tente de se suicider. Les deux hommes l’amènent chez Paule Thévenin, dont le mari est médecin. Elle a alors une crise de démence, en présence d’Antonin Artaud. Cette crise conduit à une deuxième hospitalisation psychiatrique, cette fois-ci dans une clinique du Vésinet, où elle subit plusieurs séances d’électrochoc.
S’ensuivront périodes d'internement et de rémission, notamment entre 1952 et 1956, années durant lesquelles elle vit seule à Paris et travaille à diverses traductions de l'anglais pour des ouvrages scientifiques aux Presses universitaires de France. Le Testament de la fille morte est publié chez Gallimard en mars 1954 sous le pseudonyme de René, et l'année suivante paraît chez Julliard sa traduction d'un roman de Naomi Levinson, The Young Girl, sous le titre Les chevaux de bois d'Amérique. Elle connaît une nouvelle crise en 1957, peu après son divorce officiel avec Henri Thomas. Elle vivra dès lors recluse auprès de son frère Renaud, à Sainte-Maxime, dans le quartier de La Nartelle, sans rien publier et apparemment sans rien écrire. Elle meurt le 10 octobre 2006, à l'âge de 87 ans. Son frère lui survit quatre années.

## Filmographie
- La Véritable histoire d’Artaud le mômo, film documentaire réalisé par Gérard Mordillat et Jérôme Prieur (2h50), 1993. La figure de Colette Thomas y est longuement évoquée par plusieurs des participants, en particulier Henri Thomas, Marthe Robert, Denise Colomb, Jany de Ruy, Rolande Prevel... Sous le même titre a été publiée la transcription des entretiens, accompagnée de plusieurs textes des auteurs ainsi que leur journal de repérages (Editions Le Temps qu’il fait, 2020)
- En compagnie d’Antonin Artaud, film de fiction réalisé par Gérard Mordillat, scénario et dialogues de Gérard Mordillat et Jérôme Prieur, d’après le journal de Jacques Prevel (1h30), 1993.

## Publications
- Le Testament de la fille morte, Gallimard, 1954 (BNF 31460114) ; réédition Prairial, 2021, avec une postface de Pacôme Thiellement, « Ce qui reste d'un monde qui a sombré ».
- Le Paradis et la Jérusalem, texte extrait de Le Testament de la fille morte, dessins de Claude Stassart-Springer, Vézelay, Édition de la Goulotte, 1997 (BNF 36973747).
- Cette fois-ci la forêt était vierge, fragments posthumes (1950-1955), éditions Prairial, 2023 avec une préface de Gaspard Maume.

### Traductrice
- Joseph Wortis (en), La Psychiatrie soviétique, traduit de l’américain, Presses universitaires de France, 1953.
- Naomi Levinson, Les Chevaux de bois d’Amérique (The Young Girl), roman, traduit de l’américain, préface de Jean Wahl, Julliard, 1954.
- Jules Masserman, Principes de psychiatrie dynamique, traduit de l’anglais, Presses universitaires de France, 1956.
- George Armitage Miller, Langage et communication, traduit de l’anglais, Presses universitaires de France, 1956 ; réédition Centre d’étude et de promotion de la lecture, 1973.

## Hommages
Son nom est cité dans la chanson It must be a sign de Christophe dans l’album Aimer ce que nous sommes (2008). Cette chanson contient un extrait sonore du témoignage donné par la photographe Denise Colomb sur Colette Thomas dans le documentaire La Véritable histoire d’Artaud le mômo (1993).